# Tamedia
Tamedia AG es una empresa de medios de comunicación con sede en Zúrich, Suiza. A través de un conjunto de propiedades en la prensa impresa, en línea y televisión, es el mayor grupo de medios en el país.

## Cuota de mercado
En 2011, fue el mayor actor en el mercado de prensa suizo, controlando un 41% de cuota de mercado, que se elevó al 68% en la Romandía francófona. Sus principales competidores son NZZ-Gruppe, Ringier y Edipresse.